# ラグアット県
ラグアット県、ラグアト県（アラビア語: ولاية الأغواط、フランス語: Laghouat）は、アルジェリア中部に位置する県（ウィラーヤ）。県名はオアシスを意味する。県都はラグアット（ラグアト）で、そのほかの都市にアフル、アイン・マディ、クルダンヌ、マハレグなどがある。
10の地区（ダイラ）と24のコミューンからなる。

## エネルギー
ラグアット州は、アフリカで最も重要なガス田が所在していることから、ウアルグラ州に次いでアルジェリアで2番目に重要なエネルギーマンデートと考えられている。
また、これらの地域には、アルジェリア最大の60MWの太陽光発電所がある。